# Takes 2 to Tango
Takes 2 to Tango – utwór fińskiego wokalisty Jariego Sillanpää, napisany przez niego samego we współpracy z Miką Toivanenem, nagrany oraz wydany w 2004 roku, umieszczony na drugim i trzecim albumie kompilacyjnym artysty, zatytułowanym Parhaat i Kaikkien aikojen parhaat.

## Historia utworu

### Występy na żywo:Euroviisut 2004, Konkurs Piosenki Eurowizji
Utwór reprezentował Finlandię podczas 49. Konkursu Piosenki Eurowizji w 2004 roku, wygrywając pod koniec stycznia krajowe eliminacje Euroviisut 2004, do których został zakwalifikowany jako jedna z 20 piosenek spośród 325 propozycji nadesłanych do siedziby fińskiego nadawcy Yle. Utwór wygrał pierwszy półfinał eliminacji z wynikiem 39% głosów telewidzów. W finale, w którym znalazło się 12 kandydatów, utwór zakwalifikował się do tzw. superfinału z ostatniego, szóstego miejsca, zdobywając 18 punktów od jurorów. Ostatecznie zdobył w nim łącznie 98 987 głosów od telewidzów, dzięki czemu wygrał cały koncert. Piosenka zajęła także pierwsze miejsce w plebiscycie fanów konkursu, zdobywając w nim łącznie 217 punktów. 
W marcu wokalista przearanżował swój konkursowy utwór, pod koniec kwietnia opublikował natomiast kilka remiksów utworu. Podczas koncertu półfinałowego Konkursu Piosenki Eurowizji, który odbył się 12 maja, utwór został zaprezentowany jako pierwszy w kolejności i zajął ostatecznie 14. miejsce na 22 uczestników, nie kwalifikując się do finału imprezy. Na scenie towarzyszył mu chórek w składzie: Anniina Rubinstein, Antton Laine, Mika Toivanen, Riikka Timonen i Hanna-Riikka Siitonen.

## Lista utworów
CD Single
1. „Takes 2 to Tango” – 2:57